# Віковічні дуби (пам'ятка природи)
Вікові́чні дуби́ — ботанічна пам'ятка природи місцевого значення в Україні. Розташована в межах Сарненського району Рівненської області, на землях запасу Великоозерянської сільської ради.
Площа 3 га. Статус надано згідно з рішенням Рівненського облвиконкому № 343 від 22.11.1983 року.
Статус надано для збереження групи дубів віком понад 250 років.